# Stoya
Stoya (née le 15 juin 1986 à Wilmington, Caroline du Nord, États-Unis) est une ancienne actrice pornographique et mannequin de charme américaine.
Elle a été sous contrat exclusif avec Digital Playground et est considérée comme la première actrice alt porn sous contrat.
En janvier 2009 Stoya a été récompensée à Las Vegas du prix AVN par deux fois : au titre de la meilleure révélation féminine et pour la meilleure scène lesbienne.

## Biographie
Stoya est née le 15 juin 1986, à Wilmington, Caroline du Nord. Sa mère est d'origine serbe, son père écossais. Son nom de scène, Stoya, est une abréviation de son nom de famille serbe (Stojadinović), qui lui servait déjà de sobriquet dans la vie de tous les jours avant sa carrière de hardeuse.
Enfant, elle voulait devenir danseuse et a commencé des leçons à l'âge de trois ans. Elle n'est pas scolarisée et apprend chez elle ce qui ne l'empêche pas d'obtenir son diplôme de fin d'études secondaires avant l'âge de seize ans.

Son père travaillant chez Incredible Technologies, Stoya a accès à quantités d'équipements et de jeux électroniques qui, d'après elle, ont développé sa passion pour la technologie. Elle déclare 

«  J'utilisais le DOS à l'âge de trois ans. Ma mère m'a appris à lire et mon père à naviguer dans le DOS,. »

Plus tard, elle part pour Delaware où elle étudie le stylisme au Delaware College of Art and Design (en) durant un semestre mais doit quitter la ville en raison de problèmes avec les autorités.
Après avoir déménagé à Philadelphie, elle suit des cours d'été à l'Université des Arts. Elle gagne sa vie comme secrétaire, danseuse Go-Go et distribue des prospectus sur la voie publique et dans les boîtes aux lettres. Stoya paraît dans plusieurs clips pour des groupes dont elle dit que « personne n'en entendra jamais parler, ».
Au mois de mai 2009, Stoya prend la résolution de quitter Philadelphie pour Los Angeles dès l'automne venu.
Stoya dit éviter les relations durables car elle pense que la monogamie affectera ses possibilités de rendre le meilleur d'elle-même dans ses films pornographiques.
Elle aime l'art. Un de ses passe-temps favoris est la création de vêtements qu'elle portera sur scène ainsi que lors des festivals de films érotiques. Elle aime lire. Les livres traitant de science-fiction, de magie et de phénomènes surnaturels sont ses préférés. Mais elle se dit lasse de répondre aux questions sur ses auteurs favoris qui sont William Gibson et Anne McCaffrey.
Elle reconnaît l'importance du réseautage social dans sa carrière. Elle est présente sur MySpace, Twitter ainsi que sur différents forums et assure la maintenance de son blog et de son Tumblr.
À partir de juin 2009, elle noue une relation avec le chanteur de metal Marilyn Manson jusqu'à ce qu'il retourne auprès d'Evan Rachel Wood avec qui il vivait précédemment.
Stoya déclare que ses convictions politiques et elle-même sont féministes, mais pas sa profession.

## Carrière
Stoya débute en posant nue pour un de ses amis. C'est probablement ce qui la conduit à travailler comme mannequin de charme pour des sites alt-érotiques. Un des sites pour lesquels elle travaille lui propose de tenir un rôle dans un DVD rose destiné à être publié.
L'actrice affirme qu'elle a découvert la pornographie via son intérêt pour le BDSM et les groupes de discussion fétichistes sur Internet. Peu de films pornographiques l'intéresseraient. Elle préfère ceux dont les thèmes sont artistiques et/ou fétichistes.
Elle est présente dans la vidéo Razadolls distribuée par Pulse Distribution. Stoya est encore une figure emblématique de l'alt porn en raison de son style underground dans deux petits rôles dénués de scènes de sexe qu'elle tourne pour les studios Vivid-alt, avant d'être contactée par Digital Playground pour interpréter une scène de saphisme avec Sophia Santi dans un film de pornographie extrême. La scène en question n'a jamais été tournée mais, au mois d'août 2007, elle rencontre plusieurs membres de Digital Playground qui lui proposent de jouer des rôles principaux dans des films pornographiques. Stoya donne son accord après avoir mûrement réfléchi.
Stoya signe un contrat d'exclusivité de trois ans avec la firme en octobre 2007. Elle tourne sa première scène de sexe pour les studios dans la vidéo intitulée Stoya Video Nasty mais son premier film en tant qu'actrice principale est Jack's POV 9,.
Le fait d'explorer sa sexualité face à une caméra a été, d'après Stoya elle-même, une aventure amusante.
Son premier film conventionnel, The Kingpin of Pain, réalisé en 2009, a été primé. Elle y assume le rôle de Kamikazi Shegun 5000.
En août 2012, Stoya participe au projet Hysterical Literature, du photographe Clayton Cubitt. En octobre de la même année, elle apparaît dans le clip Do it with a rockstar de Amanda Palmer & The Grand Theft Orchestra.
En 2015, elle participe à une vidéo de Four Chambers aux côtés de Vex Ashley et Mickey Mod.
En 2016, elle joue dans le film français X-girl contre Supermacho : porno masculin-féminin qui interroge les différences de la pornographie féminine et masculine à travers deux histoires parallèles : l'un réalisée par Ovidie, l'autre réalisée par Dist de Kaerth.

## Filmographie
| Parution | Titre de la vidéo                                 | Producteur                          | Réalisateur                 |
| -------- | ------------------------------------------------- | ----------------------------------- | --------------------------- |
| 2007     | Debbie Loves Dallas                               | Vivid                               | Eon McKai                   |
| 2007     | Jack's POV 9                                      | Digital Playground                  | Robby D.                    |
| 2007     | Jesse Jane: Lust                                  | Digital Playground                  | Robby D                     |
| 2007     | Man's Ruin                                        | Vivid                               | Octavio Winkytiki           |
| 2007     | Razordolls                                        | Pulse Distribution                  | Jack The Zipper             |
| 2007     | Sexual Freak 7: Stoya                             | Digital Playground                  | Celeste                     |
| 2007     | Sister Midnite                                    | Pulse Distribution                  | Vonn Fink                   |
| 2008     | Cheerleaders                                      | Digital Playground                  | Robby D.                    |
| 2008     | Deeper 11                                         | Digital Playground                  | Robby D.                    |
| 2008     | Jack's My First Porn 10                           | Digital Playground                  | Robby D.                    |
| 2008     | Jesse Jane: Kiss Kiss                             | Digital Playground                  | Celeste                     |
| 2008     | Pirates 2 : La Vengeance de Stagnetti             | Digital Playground                  | Joone                       |
| 2008     | Sex Offenders                                     | Vivid                               | Aunt Gertrude               |
| 2008     | Stoya Atomic Tease                                | Digital Playground                  | Celeste                     |
| 2008     | Stoya: Sexy Hot                                   | Digital Playground                  | Celeste                     |
| 2008     | Video Nasty 3: Stoya                              | Digital Playground                  | Celeste                     |
| 2008     | Video Nasty 4: Katsuni                            | Digital Playground                  | Celeste                     |
| 2009     | Bad Girls 1                                       | Digital Playground                  | Robby D.                    |
| 2009     | Jack's Leg Show 4                                 | Digital Playground                  | Robby D                     |
| 2009     | Jack's POV 13                                     | Digital Playground                  | Robby D.                    |
| 2009     | Jack's Teen America 23                            | Digital Playground                  | Robby D.                    |
| 2009     | Nurses                                            | Digital Playground                  | Robby D.                    |
| 2009     | Riley Steele: Scream                              | Digital Playground                  | Celeste                     |
| 2009     | Stoya: Heat                                       | Digital Playground                  | Robby D                     |
| 2009     | Stoya: Perfect Picture.                           | Digital Playground                  | Celeste                     |
| 2009     | Stoya: Scream                                     | Digital Playground                  | Celeste                     |
| 2009     | Stoya: Workaholic                                 | Digital Playground                  | Robby D.                    |
| 2009     | Taste of Stoya                                    | Digital Playground                  | Robby D.                    |
| 2009     | Teachers                                          | Digital Playground                  | Robby D.                    |
| 2010     | Love and Other Mishaps                            | Digital Playground                  | Celeste Robby D.            |
| 2011     | Babysitters 2                                     | Digital Playground                  | Robby D.                    |
| 2011     | Top Guns                                          | Digital Playground                  | Robby D.                    |
| 2012     | Hacked: The Cyber Penetration                     | Digital Playground                  | Robby D.                    |
| 2013     | Bridesmaids                                       | Digital Playground                  | Robby D.                    |
| 2014     | Lesbian Desires 2                                 | babes.com                           |                             |
| 2015     | Screwing Wall Street: The Arrangement Finders IPO | Evil Angel                          | Kayden Kross Manuel Ferrara |
| 2018     | Talk Derby To Me                                  | Sweetheart Video                    | Ricky Greenwood             |
| 2019     | A.I Rising                                        | Aleksandar Protić, Jonathan English | Lazar Bodroza               |

## Récompenses

### Récompenses
- 2008 : Eroticline Award : Best US Newcomer (Meilleure révélation américaine)[23]
- 2009 : AVN Awards : Best New Starlet (Meilleure révélation féminine)[4]
- 2009 : AVN Awards : Best All-Girl Group Sex Scene (Meilleure scène de saphisme) pour Cheerleaders[4]
- 2009 : XBIZ Award : New Starlet of the Year (Actrice de l'année)[24]
- 2009 : XRCO award : New Starlet[25]

### Nominations
- 2009 : AVN, Best All-Girl 3-Way Sex Scene, Pirates 2 : La Vengeance de Stagnetti (2008) avec Belladonna et Katsuni
- 2009 : AVN, Best Group Sex Scene, Pirates 2 : La Vengeance de Stagnetti (2008)
- 2009 : AVN, Best POV Sex Scene, Jack's POV 9 (2007)